# Mieczysław Borkowski (major)
Mieczysław Borkowski (ur. 23 stycznia 1896 w Warszawie, zm. w 1964 w Londynie) – polski inżynier lotnictwa, kawaler Orderu Virtuti Militari, major kawalerii rezerwy Wojska Polskiego.

## Życiorys
Urodził się 23 stycznia 1896 w Warszawie, ówczesnej stolicy guberni warszawskiej, w rodzinie Marka i Heleny z Koźmińskich (ok. 1870–1952). Początkowe wykształcenie otrzymał w domu. Następnie uczył się w Gimnazjum gen. Pawła Chrzanowskiego. Od klasy siódmej uczęszczał do Gimnazjum Emiliana Konopczyńskiego. W 1914, po zdaniu matury, wyjechał do Paryża z zamiarem studiowania w Szkole Nauk Politycznych. W grudniu tego roku wrócił do Warszawy, a w następnym roku wstąpił jako ochotnik do armii rosyjskiej. W 1916, po ukończeniu Mikołajewskiej Szkoły Kawalerii (ros. Николаевское кавалерийское училище) kontynuował służbę w armii rosyjskiej do 1918. Następnie wstąpił do I Korpusu Polskiego w Rosji i został przydzielony do 3 pułku ułanów.
11 listopada 1918 został przyjęty do Wojska Polskiego i przydzielony do odtwarzanego 3 pułku ułanów. W szeregach tego oddziału walczył na wojnie z Ukraińcami, a następnie na wojnie z bolszewikami. Wyróżnił się 8 marca 1920 pod wsią Unoryca, gdzie szarżował na czele 3. szwadronu na dwie baterie bolszewickie osłanianie przez żołnierzy 510 pułku strzelców i zdobył cztery armaty oraz dwa karabiny maszynowe.
3 maja 1922 został zweryfikowany w stopniu rotmistrza ze starszeństwem od 1 czerwca 1919 i 375. lokatą w korpusie oficerów jazdy (od 1924 – kawalerii). W tym samym roku zdał egzamin i został powołany do Wyższej Szkoły Wojennej w Warszawie. Z dniem 31 października 1923 został zwolniony do rezerwy i przydzielony w rezerwie do macierzystego pułku. Wkrótce po tym wyjechał do Paryża, gdzie ukończył studia w École de Génie-civil i otrzymał dyplom inżyniera lotnictwa. Do 1931 pracował w Paryżu. Z powodu ciężkiej choroby wrócił do kraju. W 1933 pozostawał bez zajęcia. Mieszkał w Warszawie przy ul. Leszno 67. W 1934, jako oficer rezerwy pozostawał w ewidencji Powiatowej Komendy Uzupełnień Królewska Huta i nadal posiadał przydział do 3 pułku ułanów. Na stopień majora rezerwy został mianowany ze starszeństwem z 19 marca 1939 i 30. lokatą w korpusie oficerów kawalerii.
7 stycznia 1941 został przeniesiony z Centrum Obozu Wyszkolenia do 7 Oddziału Kadrowego Rozpoznawczego, a dwa dni później wyznaczony na stanowisko zastępcy dowódcy tego oddziału.
Zmarł w 1964 w Londynie i został pochowany na cmentarzu North Sheen.
Był kawalerem, dzieci nie miał.

## Ordery i odznaczenia
- Krzyż Srebrny Orderu Wojskowego Virtuti Militari nr 5043[19][12][20][21]
- Krzyż Walecznych trzykrotnie[8][10]
- Medal Pamiątkowy za Wojnę 1918–1921[8]
- Gwiazda Górnośląska[8]
- Krzyż Waleczności Armii gen. Bułak-Bałachowicza[8]
- Medal Zwycięstwa[22]